# Виктор Николаев
Виктор Николаев е български телевизионен журналист и телевизионен водещ.

## Биография
Виктор Николаев е роден на 15 декември 1979 година в Разград. Дипломира се със специалност „журналистика“ в Софийския университет. След дипломирането си работи в Дарик радио и в радио НЕТ. От 2005 година работи в Българската национална телевизия като репортер на „Новините“ на Канал 1. В периода 2007 – 2010 година води сутрешния блок на БНТ „Денят започва“.
От 1 май 2010 година е водещ в сутрешния блок на Би Ти Ви „Тази сутрин“. От 2010 година води и рубриката „Попитай Виктор Николаев“ в бТВ. От началото на септември 2013 година Анна Цолова и Виктор Николаев стават част от сутрешния блок на Нова ТВ.
Автор е на документалния филм „През решетките“ за процеса срещу българските медицински сестри в Либия.
На 6 октомври 2017 година последователно депутатът от управляващата партия Антон Тодоров и заместник министър-председателят Валери Симеонов намекват в ефир на Николаев, че може да има свързани с работата си на журналист проблеми. Следва лавина от коментари в социалните мрежи.